# Handiganadu, Chiknayakanhalli
Handiganadu là một làng thuộc tehsil Chiknayakanhalli, huyện Tumkur, bang Karnataka, Ấn Độ.